# Appel à projets
 (juin 2017).
Si vous disposez d'ouvrages ou d'articles de référence ou si vous connaissez des sites web de qualité traitant du thème abordé ici, merci de compléter l'article en donnant les références utiles à sa vérifiabilité et en les liant à la section « Notes et références ».
Pour les articles homonymes, voir AAP.
Un appel à projets (AAP) est un mécanisme par lequel une ou plusieurs autorités administratives autorisent l'activité d'un établissement ou service social ou médico-social (ESSMS) soumise à un pouvoir de police administrative. De manière plus générale, il est également recouru à l'AAP pour l'attribution d'une subvention publique. Ces deux formes sont mises en œuvre pour respecter les principes de libre concurrence, de transparence et d'égalité d'accès imposés par le régime des aides d'Etat de l'Union européenne (arrêt Altmark, paquet Monti-Kroes).
Lorsque l'objet de l'AAP est d'autoriser une activité sociale ou médico-sociale, il convient de distinguer l'AAP de l'appel à manifestation d'intérêt (AMI). En effet, pour ce qui est de l'AAP, une procédure législative et réglementaire spécifique organise l'expression du besoin par la puissance publique ainsi que les conditions du jugement des candidatures des organismes gestionnaires. Depuis la loi HPST, le recours aux AAP est ainsi devenu le mécanisme de droit commun pour les autorisations de création, d'extension et de transformation des établissements et services sociaux et médico-sociaux (ESSMS) ; un régime dérogatoire d'autorisation directe par l'autorité administrative demeure dans certains cas. En revanche, même si, dans le même secteur, les Administrations recourent à des procédures d'AMI pour favoriser la transformation de l'offre, ces dernières n'ont aucun fondement juridique et ne peuvent donner lieu à l'octroi d'une autorisation. L'attribution d'une autorisation a des conséquences financières puisqu'elle autorise l'organisme gestionnaire qui l'a reçue à percevoir, sous forme de produits de la tarification, le financement correspondant. 
Dans le contexte plus général de l'action administrative, l'AAP relatif à l'attribution d'une subvention conduit le financeur public à définir une problématique et un cadre. Les candidats au financement sont invités à présenter un projet s’inscrivant dans le cadre imparti et définissent librement le contenu de leur projet. L’AAP permet ainsi d’atténuer le caractère discrétionnaire de l’octroi de subvention, en assurant une plus grande transparence quant au choix du projet financé. Cette catégorie d'appel à projet n'est pas définie juridiquement en France,.

## Différences avec un appel d'offres (AO)
Le point central qui distingue l’appel à projets (AAP) du marché public via appel d'offres (AO), est la définition du projet. Quand un appel à projets pose une problématique et un cadre laissant une marge de liberté au répondant, l'appel d'offres publie un cahier des charges détaillant précisément la prestation attendue. Le candidat sélectionné dans le cadre d'un appel d'offres percevra une rémunération correspondant au tarif de sa mission, couvrant tous les frais et incluant une marge commerciale. Il ne s'agit donc pas de la logique de subvention des appels à propositions, d'un cofinancement ne couvrant que les dépenses éligibles.

## Synonymes
- Appel à propositions (AAP)
- Financement sur projet (FSP)